# Электровоз 141
Электровоз 141 (заводские серии 20E (прототип), 30E (серийный), обозначение на ČSD до 1988 года E 499.1) — электровоз постоянного тока, выпускавшийся на Пльзеньском заводе компании Škoda. Электровоз предназначен для линий, электрифицированных на постоянном токе с напряжением 3000 вольт для вождения экспрессов, пассажирских и лёгких грузовых поездов. Прототип E 499.101, выпущенный в 1957 году в единственном экземпляре, имел заводскую серию 20E1, серийные машины, выпускавшиеся в 1959 — 1960 гг., получили заводское обозначение серии 30E1 (E 499.102-31) и 30E2 (E 499.132-61).

## История создания
Электровоз серии 140 был разработан на основе сотрудничества промышленности Чехословакии и швейцарских технических решений фирм Schweizerische Lokomotiv- und Maschinenfabrik и Société Anonyme des Ateliers de Sécheron реализованных в электровозе Ae 4/4.
Ещё до начала эксплуатации 140 серии было ясно, что нужен локомотив, основанный на собственных технических разработках, так как при этом завод не будет должен платить роялти патентообладателю, однако при этом по возможности следовало обеспечить максимальную степень унификации узлов и деталей двух серий 140-й и 141-й. Разработка нового электровоза была начата в 1952 году. Муфта Sécheron была заменена на конструкцию собственной разработки, также были и другие изменения в механической части и электрической схеме локомотива. Прототип, получивший обозначение E 499.101 был выпущен в апреле 1957 года. В серийное производство пошёл в 1959—1960 гг., ещё до завершения испытаний прототипа. Так как в серию пошёл не до конца испытанный электровоз в эксплуатации стали выявляться дефекты, в том числе дефекты конструкции тяговых электродвигателей, тележек, колёсных пар. Кроме того, выявлялись проблемы с изоляцией электрических машин. В 1980-е годы многие электровозы при ремонтах получили новые рамы тележек от электровозов 122 серии.
Хотя электровоз разрабатывался как универсальный локомотив, использовался он преимущественно как пассажирский. Из сферы грузовых перевозок он был вытеснен более мощными шестиосными электровозами, которые могут реализовывать существенно более высокие тяговые усилия.

## Конструкция

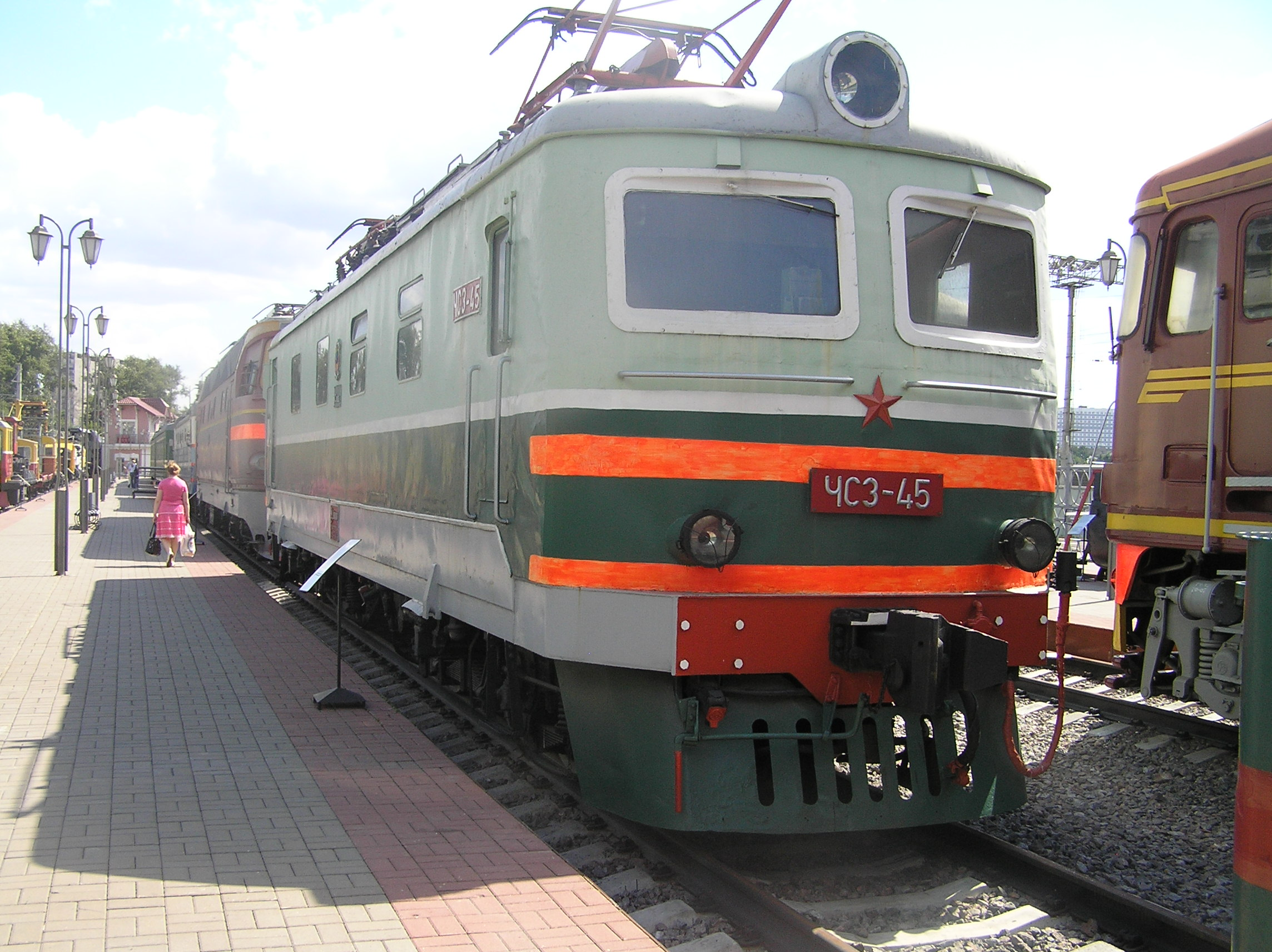
Электровоз ЧС3 (серия 29E), поставлявшийся в СССР, был адаптацией серии 30E

Кузов вагонной компоновки с двумя кабинами машиниста по концам локомотива опирается на две двухосные тележки. Подвешивание двухступенчатое. Вход в машинное отделение через кабины, вход в кабины через двери с левой по ходу движения стороны. В правой части кабины расположен пульт управления. Холодильник, шкаф для одежды и раковина умывальника расположена в машинном отделении со стороны кабины 2. В кузове, в машинном отделении по 4 прямоугольных окна, одно из них открывающееся (прототип электровоза по дизайну кузова повторял электровоз 140 серии).
На всех четырёх колёсных парах установлены тяговые электродвигатели, подвеска двигателей опорно-рамная. Муфта Sécheron заменена на муфту ŠKODA Chadži (разработка инженера Chadži). Крутящий момент с ТЭД на колёсную пару передаётся через муфту и одностороннюю зубчатую передачу. На раме тележки установлено 4 небольших песочницы. Общий запас песка на локомотиве — 320 кг.

## Приписка локомотивов
Электровозы поступали в эксплуатацию в локомотивные депо станций Усти-над-Лабем и Прага. При разделении локомотивного парка в момент распада Чехословакии все они остались в Чехии. Позднее электровозы этих серий появились в депо станций Градец-Кралове и Ческа-Тршебова. К 1993 году в эксплуатации было 57 электровозов этой серии, а в 2000 в наличии было 38 электровозов и только 25 из них в этот год эксплуатировались. Остальные электровозы исключены из инвентаря и многие из них уже разделаны в металлолом.

## Отзывы
Эксплуатируемые электровозы вызывают нарекания локомотивных бригад. В кабинах шумно и пыльно, достаточно тесно, холодильник расположен в машинном отделении. Затруднён оперативный доступ к отдельным узлам локомотива, в частности к панели с предохранителями цепей управления и вспомогательных цепей. Кроме того, с точки зрения надёжности машина значительно уступает современным сериям электровозов.